# Barbier

Modern uithangbord van de 'barbier', een kapperspaal

Een barbier houdt zich bezig met het scheren, knippen en verzorgen van baarden en snorren. Tevens is hij vaak herenkapper.
Barbier is een zeer oud beroep dat bij de Egyptenaren al in hoog aanzien stond. De eerste scheermessen dateren al uit 3500 v. Chr. De naam barbier is afgeleid van het Latijnse barba dat baard betekent. Vanaf de 14de eeuw begonnen de barbiers zich te verenigen in gildes.
In de middeleeuwen omvatte het werkterrein van de barbier ook dat van chirurgijn, een soort combinatie van tandarts en geneesheer. Iemand die dit alles tegelijk deed wordt dan ook de "barbier-chirurgijn" genoemd. Het trekken van kiezen en aderlaten waren de meest voorkomende behandelingen. Aan dit laatste herinnert de rood-witte paal bij de ingang van de kapperswinkel. Zij is een representatie van de zwachtels die na het aderlaten werden uitgehangen om te drogen en in elkaar verstrengeld raakten.
Het scheren van de baard gebeurt met een zeer scherp scheermes dat op leren banden gescherpt wordt. Door de ontwikkeling van het veiligheidsscheermes en het elektrische scheerapparaat raakte het beroep in Europa en Noord-Amerika na de Middeleeuwen steeds meer in onbruik. In veel Aziatische en Afrikaanse landen wordt het beroep van barbier echter nog steeds beoefend, vaak op straat, in combinatie met schoenenpoetsen.
Het verschil tussen kapper en barbier is in principe dat een barbier meer gespecialiseerd is in baarden en snorren, terwijl een kapper vooral het hoofdhaar verzorgt. De combinatie hiervan ziet men weer terug in zoheten 'barbershops'. Een publicatie uit 2019 vermeldt dat uit cijfers van de Kamer van Koophandel (KvK) blijkt dat sinds 2014 het aantal specialistische herenkappers van 216 is gestegen naar 1022.

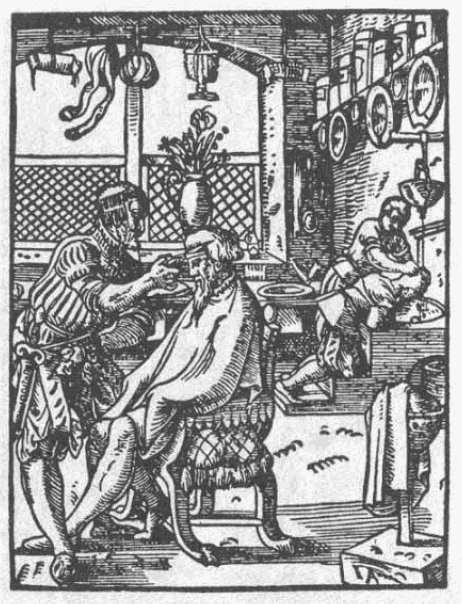
Barbier omstreeks 1568
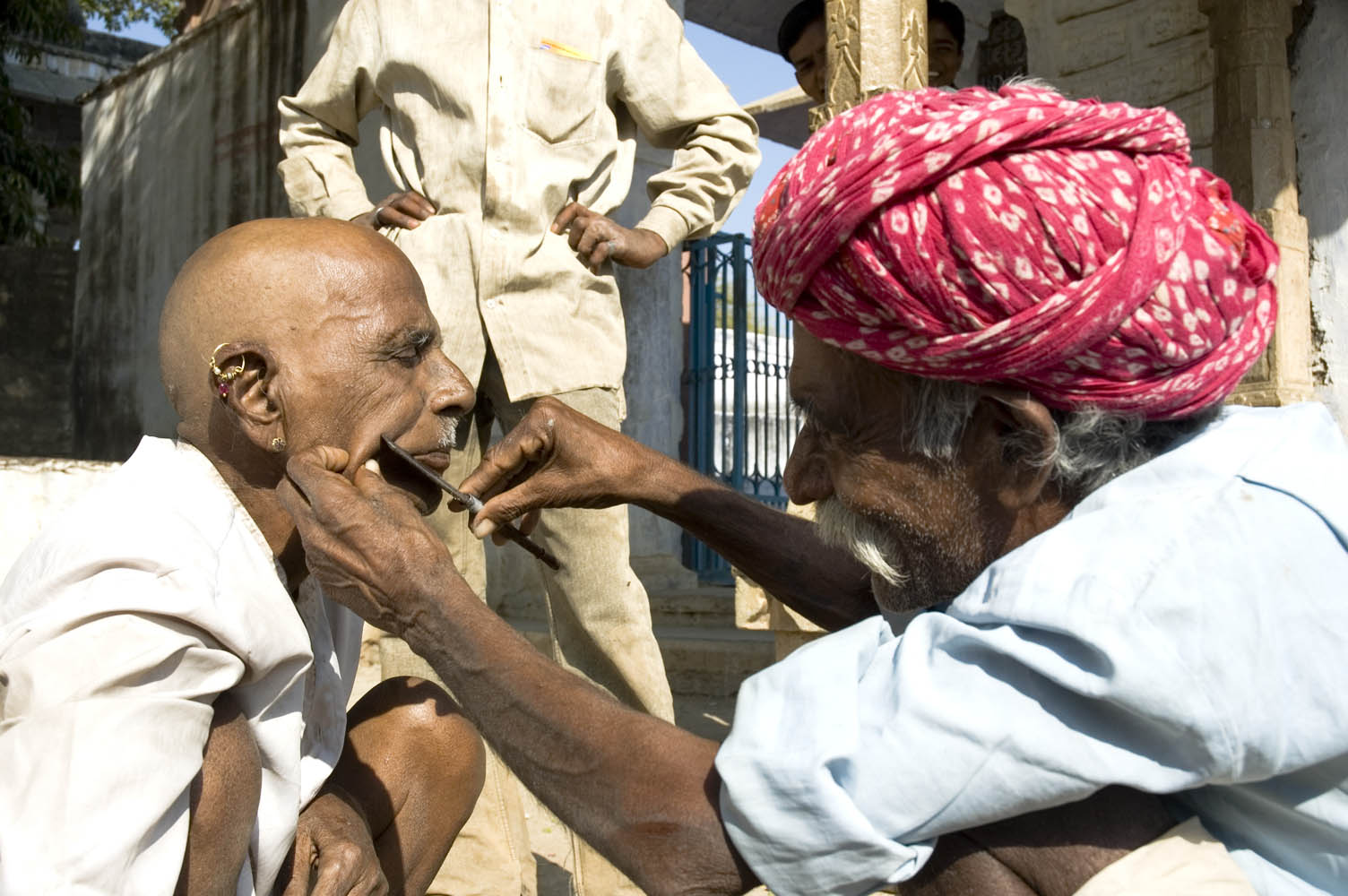
Straatbarbier in Azië
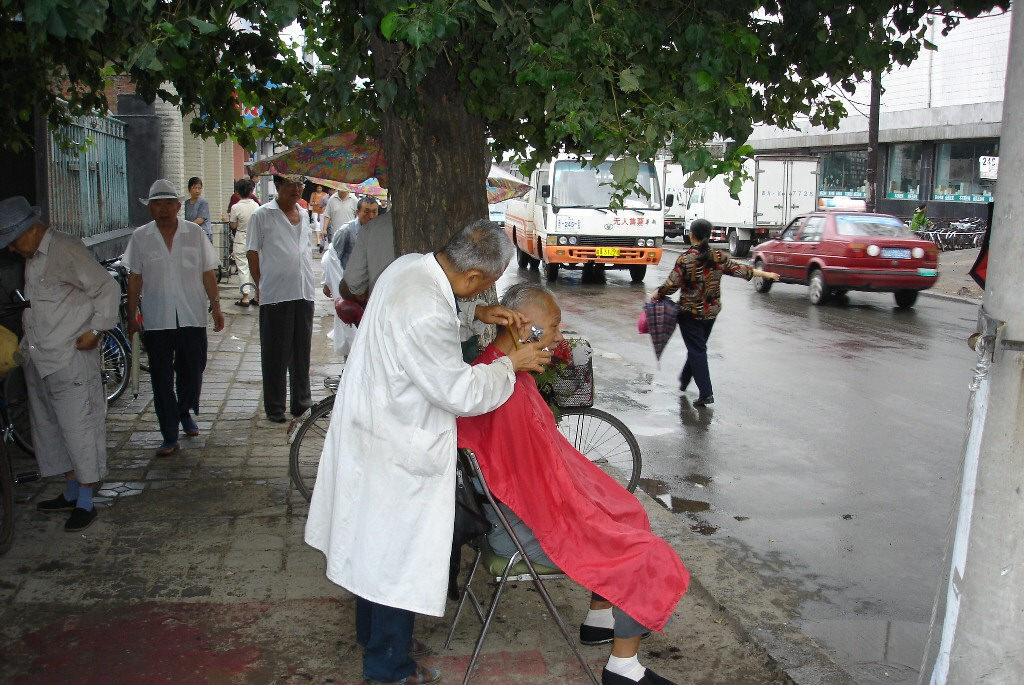
Ook in China een bekend verschijnsel op straat